# Marta Orriols Balaguer
Marta Orriols Balaguer   (Sabadell, 1975) és una escriptora catalana, establerta a Barcelona. Llicenciada en història de l'art, posteriorment va estudiar guió cinematogràfic a l'escola de cinema Bande à Part i escriptura creativa a l'Escola d'Escriptura de l'Ateneu Barcelonès. Col·labora amb diversos mitjans de comunicació culturals, com Catorze.cat i a Núvol. El 2016 va publicar el seu primer llibre, Anatomia de les distàncies curtes, un recull de 19 contes prologat per Jenn Díaz. El 2019 va guanyar el Premi Òmnium a la millor novel·la en llengua catalana de l'any 2018.

## Obra
- Anatomia de les distàncies curtes. Barcelona: Edicions del Periscopi, 2016, 184 p. ISBN 9788494440953
- Aprendre a parlar amb les plantes. Edicions del Periscopi, 2018, 256 p. ISBN 9788417339-111[4]
- Dolça introducció al caos. Edicions del Periscopi, 2020[5][6]
- La possibilitat de dir-ne casa. Proa, 2023[7][8]
- A l'altra banda de la por. Proa, 2025.[9]

## Premis i reconeixements
- Premi Òmnium a la millor novel·la en llengua catalana per Aprendre a parlar amb les plantes (2018)[10]
- Premi L'Illa dels Llibres 2019